# Ihr, die ihr euch von Christo nennet, BWV 164
Ihr, die ihr euch von Christo nennet, BWV 164 (Vosaltres, qui us dieu deixebles de Crist), és una cantata religiosa de Johann Sebastian Bach per al tretzè diumenge després de la Trinitat, estrenada a Leipzig el 26 d'agost de 1725.

## Origen i context
El llibret és de Salomo Franck, secretari major i poeta oficial de Weimar, la seva ciutat natal, aparegut en el Evangelisches Andachts-Opfer de l'any 1715, i en el coral final fa ús de la cinquena estrofa de l'himne Herr Christ, der einig Gotts Sohn d'Elisabeth Kreuziger (1524). El text fa referència a l'evangeli del dia Lluc (10, 23-37), que narra la Paràbola del bon samarità i exalta l'amor que els cristians han de tenir al Senyor i al proïsme. És molt probable que existís una primera versió d'aquesta cantata de l'època de Weimar, suposició recolzada per la instrumentació emprada, que si bé és relativament àmplia, no s'aprofita per a bastir una estructura polifònica complexa, sinó que els diferents instruments es limiten a doblar les veus o a tocar a l'uníson en el cinquè número, tal com és habitual en les cantates de Weimar. Per a aquest diumenge es conserven dues altres cantates, la BWV 33 i la BWV 77.

## Anàlisi
Obra escrita per a soprano, contralt, tenor, baix i cor; dues flautes travesseres, dos oboès, corda i baix continu. Consta de sis números 
1. Ària (tenor): Ihr, die ihr euch von Christo nennet (Vosaltres, qui us dieu deixebles de Crist)
2. Recitatiu (baix): Wir hören zwar, was selbst die Liebe sprich (Tanmateix, hem sentit, que l'amor ell mateix, ens diu)
3. Ària (conralt): Nur durch Lieb und durch Erbarmen (Només amb amor i caritat)
4. Recitatiu (tenor): Ach, schmelze doch durch deinen Liebesstrahl (Ah, amb el teu doll d'amor)
5. Ària (duet de soprano i baix): Händen, die sich nicht verschließen (Aquelles mans que mai es tanquin)
6. Coral: Ertöt uns durch dein Güte (Per la teva bondat fes-nos morir)

El primer número és una ària de tenor acompanyat per tres veus de la corda i el continu amb un aire de siciliana; el tema de la imitació de Jesucrist ve destacat pel contrapunt imitatiu i pel caràcter de música de cambra de tot el moviment. El recitatiu de baix del segon número es converteix en un arioso quan canta els passatges del Sermó de la muntanya (Mateu 5, 7). El número 3 és un concertant de les dues flautes i el contralt amb el suport del continu. A continuació, un recitatiu de tenor dona pas al duet de soprano i baix de gran complexitat tècnica, estructurat sobre quatre veus: la primera a càrrec de les flautes, oboès i continu l'uníson, altres dues encomanades a les dues veus, i l'última al continu; el número expressa la contraposició entre la misericòrdia divina i la de l'home. Acaba la cantata amb l'única intervenció del cor en el coral indicat amb una melodia el segle xv d'origen profà que s'adaptà a l'ús religiós en el Cançoner d'Erfurt (1524). Té una durada aproximada d'un quart d'hora llarg.

## Discografia seleccionada
- J.S. Bach: Das Kantatenwerk. Sacred Cantatas Vol. 9. Gustav Leonhardt, Leonhardt-Consort, Tölzer Knabenchor (Gerard Schmidt-Gaden, director), Christoph Wegmann (solista del cor), Paul Esswood, Kurt Equiluz, Max van Egmond. (Teldec), 1994.
- J.S. Bach: The complete live recordings from the Bach Cantata Pilgrimage. CD 39: Dreikönigskirche, Frankfurt; 17 de setembre de 2000. John Eliot Gardiner, Monteverdi Choir, English Baroque Soloists, Gillian Keith, Nathalie Stutzmann, Christoph Genz, Jonathan Brown. (Soli Deo Gloria), 2013.
- J.S. Bach: Complete Cantatas Vol. 18. Ton Koopman, Amsterdam Baroque Orchestra & Choir, Caroline Stam, Elisabeth von Magnus, Paul Agnew, Klaus Mertens. (Challenge Classics), 2005.
- J.S. Bach: Cantatas Vol. 40. Masaaki Suzuki, Bach Collegium Japan, Yukari Nonoshita, Robin Blaze, Makoto Sakurada, Peter Kooij. (BIS), 2008.
- J.S. Bach: Church Cantatas Vol. 49. Helmuth Rilling, Frankfurter Kantorei, Bach-Collegium Stuttgart, Arleen Augér, Alyce Rogers, Kurt Equiluz, Wolfgang Schöne. (Hänssler), 1999.
- J.S. Bach: Cantatas for the Liturgical Year Vol. 5. Sigiswald Kuijken, La Petite Bande, Gerlinde Sämann, Petra Noskaiova, Jan Kobow, Dominik Wörmer. (Accent), 2007.